# Liste der Bodendenkmäler in Markt Rettenbach
Auf dieser Seite sind die Bodendenkmäler in dem schwäbischen Markt Markt Rettenbach zusammengestellt. Diese Tabelle ist eine Teilliste der Liste der Bodendenkmäler in Bayern. Grundlage ist die Bayerische Denkmalliste, die auf Basis des Bayerischen Denkmalschutzgesetzes vom 1. Oktober 1973 erstmals erstellt wurde und seither durch das Bayerische Landesamt für Denkmalpflege geführt wird. Die folgenden Angaben ersetzen nicht die rechtsverbindliche Auskunft der Denkmalschutzbehörde.

## Bodendenkmäler in Markt Rettenbach

### Bodendenkmäler in der Gemarkung Engetried
| Lage                 | Objekt | Akten-Nr.     | Bild |
| -------------------- | --- | ------------- | ---- |
| Engetried (Standort) | Burgstall des Mittelalters und Schloss der frühen Neuzeit.                                                      | D-7-8028-0011 |      |
| Engetried (Standort) | Mittelalterliche und frühneuzeitliche Befunde im Bereich der Katholischen Pfarrkirche St. Blasius in Engetried. | D-7-8028-0036 |      |

### Bodendenkmäler in der Gemarkung Erisried
| Lage                | Objekt                                  | Akten-Nr.     | Bild |
| ------------------- | --------------------------------------- | ------------- | ---- |
| Erisried (Standort) | Kalktuffsteinbrüche der frühen Neuzeit. | D-7-8028-0020 |      |

### Bodendenkmäler in der Gemarkung Eutenhausen
| Lage                   | Objekt | Akten-Nr.     | Bild |
| ---------------------- | --- | ------------- | ---- |
| Eutenhausen (Standort) | Mittelalterliche und frühneuzeitliche Befunde im Bereich der Katholischen Pfarrkirche St. Otmar in Eutenhausen und ihrer Vorgängerbauten. | D-7-8028-0044 |      |

### Bodendenkmäler in der Gemarkung Frechenrieden
| Lage                     | Objekt | Akten-Nr.     | Bild |
| ------------------------ | --- | ------------- | ---- |
| Frechenrieden (Standort) | Mittelalterliche und frühneuzeitliche Befunde im Bereich der Katholischen Pfarrkirche St. Gordian und Epimachus in Frechenrieden. | D-7-8028-0029 |      |
| Frechenrieden (Standort) | Mittelalterliche und frühneuzeitliche Befunde im Bereich der Katholischen Filialkirche St. Peter in Altisried.                    | D-7-8028-0031 |      |

### Bodendenkmäler in der Gemarkung Gottenau
| Lage                | Objekt | Akten-Nr.     | Bild |
| ------------------- | --- | ------------- | ---- |
| Gottenau (Standort) | Burgstall des Mittelalters und Schloss der Neuzeit.                                                              | D-7-8028-0022 |      |
| Gottenau (Standort) | Mittelalterliche und frühneuzeitliche Befunde im Bereich der Katholischen Filialkirche St. Leonhard in Gottenau. | D-7-8028-0024 |      |

### Bodendenkmäler in der Gemarkung Lannenberg
| Lage                  | Objekt                                                                 | Akten-Nr.     | Bild |
| --------------------- | ---------------------------------------------------------------------- | ------------- | ---- |
| Lannenberg (Standort) | Viereckige Wallgrabenanlage vor- und frühgeschichtlicher Zeitstellung. | D-7-8028-0101 |      |

### Bodendenkmäler in der Gemarkung Markt Rettenbach
| Lage                        | Objekt | Akten-Nr.     | Bild |
| --------------------------- | --- | ------------- | ---- |
| Markt Rettenbach (Standort) | Abschnittsbefestigung des frühen Mittelalters.                                                                               | D-7-8028-0007 |      |
| Markt Rettenbach (Standort) | Grabhügel vorgeschichtlicher Zeitstellung.                                                                                   | D-7-8028-0008 |      |
| Markt Rettenbach (Standort) | Burgstall des Mittelalters.                                                                                                  | D-7-8028-0009 |      |
| Markt Rettenbach (Standort) | Mittelalterliche und frühneuzeitliche Befunde im Bereich der Katholischen Pfarrkirche St. Jacobus maior in Markt Rettenbach. | D-7-8028-0049 |      |
| Markt Rettenbach (Standort) | Frühneuzeitliche Befunde im Bereich der Katholischen Wallfahrtskirche Maria Schnee in Markt Rettenbach.                      | D-7-8028-0103 |      |

### Bodendenkmäler in der Gemarkung Mussenhausen
| Lage                    | Objekt | Akten-Nr.     | Bild |
| ----------------------- | --- | ------------- | ---- |
| Mussenhausen (Standort) | Frühneuzeitliche Befunde im Bereich der Katholischen Wallfahrtskirche St. Maria vom Berge Karmel in Mussenhausen. | D-7-8028-0102 |      |

### Bodendenkmäler in der Gemarkung Wineden
| Lage               | Objekt                      | Akten-Nr.     | Bild |
| ------------------ | --------------------------- | ------------- | ---- |
| Wineden (Standort) | Burgstall des Mittelalters. | D-7-8028-0010 |      |